# Markthalle Grenade (Haute-Garonne)

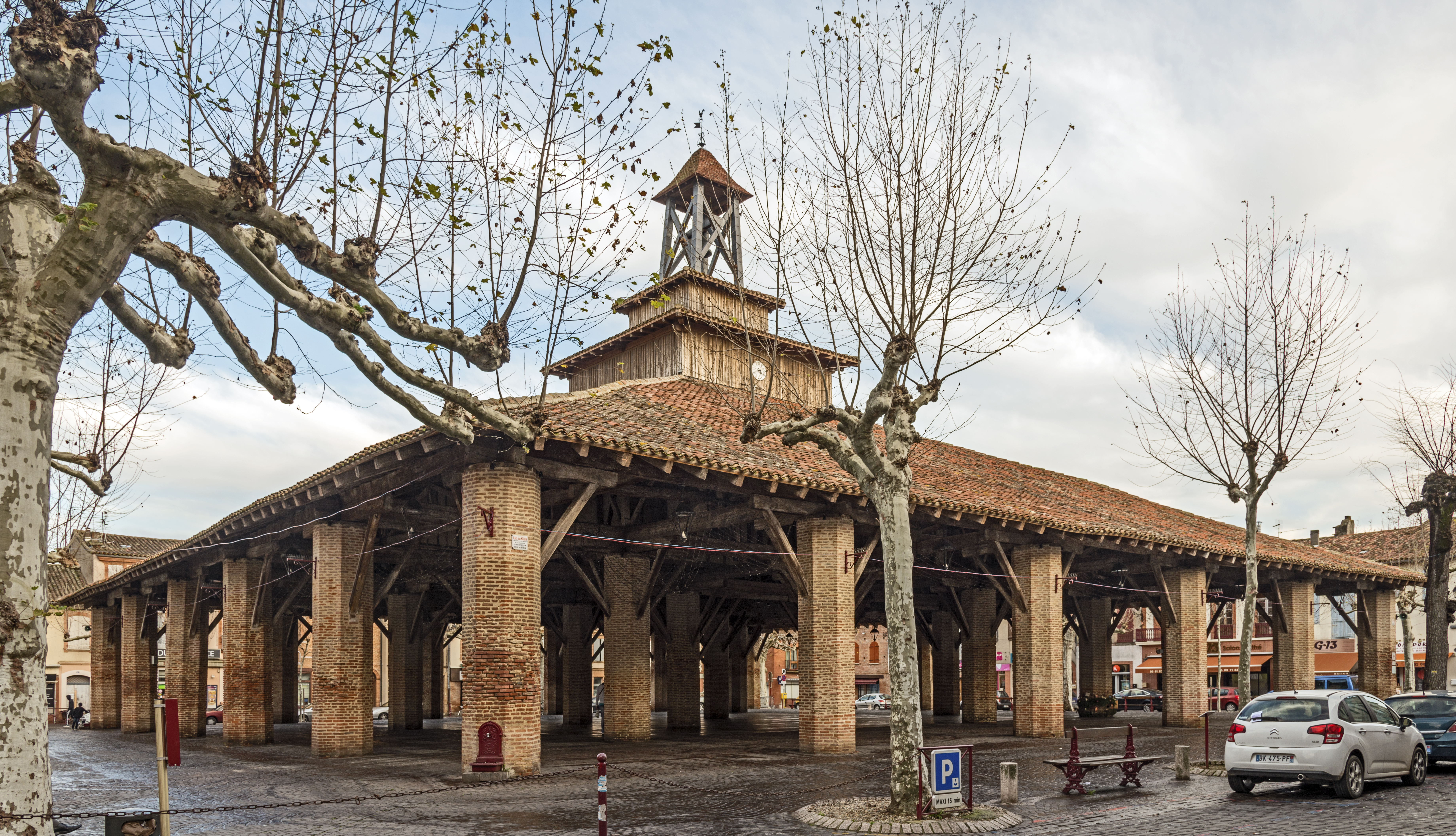
Markthalle in Grenade

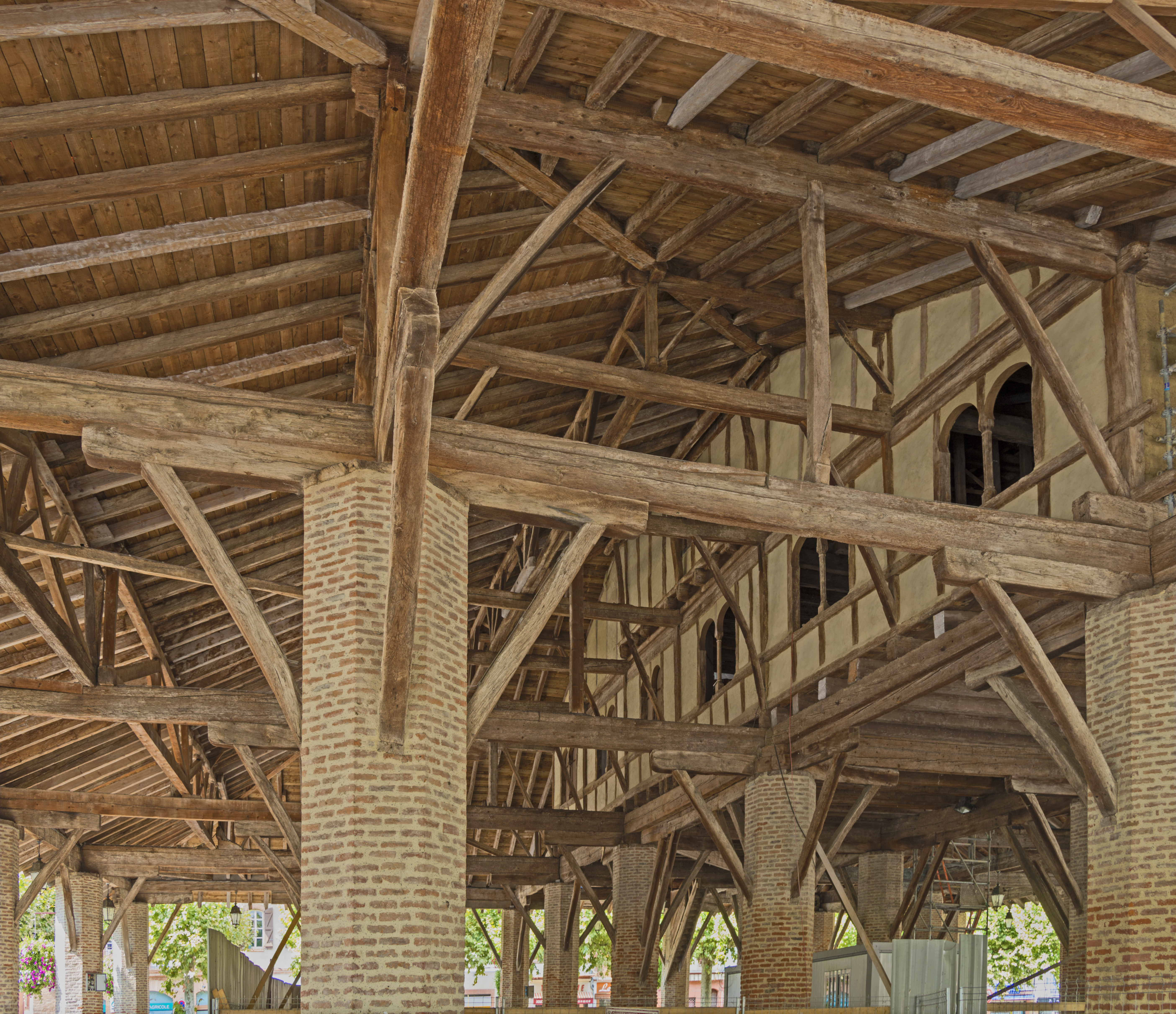
Innenansicht

Die Markthalle in Grenade, einer französischen Gemeinde im Département Haute-Garonne in der Region Okzitanien, wurde zwischen 1582 und 1593 errichtet. Die Markthalle an der Place de la Halle steht seit 1979 als Monument historique auf der Liste der Baudenkmäler in Frankreich.
Die nahezu rechteckige Markthalle mit den Maßen von 72 × 74 Metern besitzt eine dreigeschossige Konstruktion aus Kastanienholz, die von einem Dachreiter bekrönt wird. Die Holzkonstruktion wird von 36 Backsteinpfeilern getragen. Das Pyramidendach besteht aus drei Ebenen und schließt mit dem Dachreiter ab.
Das erste Geschoss, das heute nicht mehr mit Holzbrettern geschlossen ist, diente ursprünglich als Getreidespeicher. Er war über Holzleitern zu erreichen. Der große Raum auf dem gleichen Geschoss (siehe Foto rechts) diente dem Gemeinderat als Versammlungsort.